# Acteocina gordonis
Acteocina gordonis is een slakkensoort uit de familie van de Tornatinidae. De wetenschappelijke naam van de soort is voor het eerst geldig gepubliceerd in 1927 door Yokoyama.